# Colm Tóibín
Colm Tóibín ([ˈkɔl̪ˠəmˠ t̪ˠoːˈbʲiːnʲ]) (n. 30 mai 1955 în Enniscorthy, Comitatul Wexford) este un scriitor, jurnalist și critic literar irlandez.

## Viața
Tóibín urmează școala St Peter’s College în Wexford. Studiază apoi la universitatea University College Dublin absolvind în 1975. Se mută după aceea în Barcelona.
Primul roman a fost inspirat din acel timp în BarcelonaThe South; cât și lucrarea sa Homage to Barcelona in anul 1990.
1978 Tóibín revine în Irlanda, unde începe un studiu de doctorat. Întrerupe însă pentru a-și începe cariera de jurnalist. Din 1980 până în 1985 lucrează  Tóibín pentru ziarul „Magill”.
Tóibín este membru la Aosdána și profesor visiting la  Stanford University și The University of Texas at Austin. El are contracte cu mai multe universități, spre exemplu cu Boston College și cu New York University.

## Premii literare
- Romanul The Blackwater Lightship a fost nominalizat pentru premiul Booker Prize în 1999 și pentru International IMPAC Dublin Literary Award în 2001.
- Pentru romanul The Master obține Tóibín, Stonewall Book Award, Lambda Literary Award și premiul International IMPAC Dublin Literary Award 2006; de la New York Times printre cele mai bune zece cărți apărute în anul 2004 și în lista Shortlist pentru premiul Booker Prize 2004.
- Cu romanul Brooklyn (2009) a fost nominalizat în 2009 pentru Booker Prize.[13]. Cartea a fost distinsă cu premiul Costa Book Award 2009 la categorie „Cel mai bun roman”.

## Opere
- Tóibín, Colm; O'Shea, Tony (1987), Walking along the border, Macdonald, ISBN 9780356128863
- Tóibín, Colm (1987), Martyrs and metaphors, Letters from the New Island, vol. 1, no. 2., Raven Arts, ISBN 9781851860364
- Tóibín, Colm (1990), The trial of the generals : selected journalism, 1980-1990, Raven Arts Press, ISBN 9781851860814
- Tóibín, Colm (1990), The South, London: Serpent's Tail, ISBN 9781852421700
- Tóibín, Colm (1990), Homage to Barcelona, Simon & Schuster, ISBN 9780671710613
- Tóibín, Colm (1990), Dubliners, O'Shea, Tony (illus.), London: Macdonald, ISBN 035617641X
- Tóibín, Colm (1992), The Heather Blazing, Picador, ISBN 9780330321242
- Tóibín, Colm (1994), Bad Blood: A Walk Along the Irish Border, Picador, ISBN 9780330520973
- Tóibín, Colm (1994), The Sign of the Cross: Travels in Catholic Europe, Jonathan Cape, ISBN 9780224037679
- Tóibín, Colm, ed. (1995), The Guinness Book of Ireland, Guinness World Records, ISBN 9780851125978
- Tóibín, Colm (1996), The Story of the Night, Picador, ISBN 9780330340175
- Tóibín, Colm, ed. (1996), The Kilfenora Teaboy: A Study of Paul Durcan, New Island Books, ISBN 9781874597315
- Tóibín, Colm; Callil, Carmel (1999), The Modern Library: The Two Hundred Best Novels in English Since 1950, Picador, ISBN 9780330341820
- Tóibín, Colm (1999), The Blackwater Lightship, McClelland and Stewart, ISBN 9780771085611
- Tóibín, Colm, ed. (1999), The Penguin Book of Irish Fiction, Penguin/Viking, ISBN 9780670854974
- Tóibín, Colm (2002), Love in a Dark Time: Gay Lives From Wilde to Almodovar, Picador, ISBN 9780330491372 (First English edition; Australian edition published 2001)
- Tóibín, Colm (2002), Lady Gregory's Toothbrush, University of Wisconsin Press, ISBN 9780299180003
- Tóibín, Colm (2004), The Master, Picador, ISBN 9780330485654
- Schneider, Gregor; O'Hagan, Andrew; Tóibín, Colm (2004), Die Familie Schneider, Artangel, ISBN 9783865212368
- Tóibín, Colm (2006), Mothers and Sons, Picador, ISBN 9780330441827
- Tóibín, Colm (2006), The Use Of Reason, Picador, ISBN 9780330445733)[14]
- Tóibín, Colm (2009), Brooklyn, Dublin: Tuskar Rock Press, ISBN 9783446235663
- Tóibín, Colm (2010), The Empty Family, Penguin/Viking, ISBN 9780670918171
- Tóibín, Colm (2012), The Testament of Mary, Penguin/Viking, ISBN 9978-1451688382 Verificați valoarea |isbn=: length (ajutor)
- Tóibín, Colm (2014), Nora Webster, Scribner), Penguin/Viking, ISBN 9978-1439138335 Verificați valoarea |isbn=: length (ajutor)

## Opere în limba română
- Povestea noptii. Roman, traducere de Magda Teodorescu. Editura Polirom, Iasi 2002, ISBN 973-683-913-3
- Maestrul. Roman , traducere de Magda Teodorescu. Editura Polirom, 2007, ISBN 978-973-46-0609-2

## Legături externe
- de Colm Tóibín în Catalogul Bibliotecii Naționale a Germaniei (Informații despre Colm Tóibín • PICA • Căutare pe site-ul Apper)
- Colm Tóibín la Internet Movie Database
- Offizielle Webseite von Toíbín Arhivat în 10 septembrie 2019, la Wayback Machine.
- British Council’s Contemporary Autoren
- The Guardian links of online work
- “An Irishman in America” Arhivat în 26 februarie 2011, la Wayback Machine., Interview in der Irish Times vom 25. April 2009